# Dasysciomyza setuligera
Dasysciomyza setuligera is een vliegensoort uit de familie van de Helosciomyzidae. De wetenschappelijke naam van de soort is voor het eerst geldig gepubliceerd in 1922 door Malloch als Helosciomyza setuligera. De soort is in 1981 door Barnes ingedeeld bij het geslacht Dasysciomyza.